# Delphyre flaviceps
Delphyre flaviceps är en fjärilsart som beskrevs av Druce 1905. Delphyre flaviceps ingår i släktet Delphyre och familjen björnspinnare. Inga underarter finns listade i Catalogue of Life.